# Santiago Marraco
Santiago Marraco Solana (Canfranc, Huesca, 25 de julio de 1938) es un político español.

## Biografía
Doctor Ingeniero de Montes por la Escuela Técnica Superior de Ingenieros de Montes de Madrid, donde concluyó sus estudios en 1962, ingresó en el Cuerpo Superior de Ingenieros de Montes del Ministerio de Agricultura en 1966, siendo destinado al Distrito Forestal de Huesca, organismo posteriormente refundido en el ICONA. Miembro fundador de la Junta Democrática de Huesca en 1974, fue cofundador y secretario general del Partido Socialista de Aragón (PSA) hasta la semi-unificación con el PSOE en 1978. Fue secretario general del PSOE de Aragón, desde 1979 hasta 1988, y formó parte del Comité Federal del PSOE. Fue miembro del Seminario de Estudios Aragoneses y Altoaragoneses, y del equipo del semanario Andalán.
En 1979 fue elegido diputado al Congreso de los Diputados por Huesca y reelegido en 1982. 

### Presidente de la Diputación General de Aragón (1983-1987)
El 27 de mayo de 1983 fue elegido presidente de la Diputación General de Aragón con los votos a favor del PSOE (33), PCE (2), y CDS (1), la abstención del PAR (13) y los votos en contra de  AP (17). 
Uno de los aspectos más controvertidos de su política fue el relativo a las competencias autonómicas: mientras la oposición lo acusaba de traicionar los intereses aragoneses, la dirección socialista veía en él un peligroso nacionalista. En 1984 se produjeron importantes avances en el nivel de autogobierno. Marraco mostró una especial sensibilidad por la vertebración del territorio y los temas de política hidráulica, planteando la regulación del río Ésera para evitar la inundación de Campo, así como la construcción del embalse de Embún frente al recrecimiento de Yesa. En el exterior, participó en la Comunidad de Trabajo de los Pirineos y en el Consejo de Regiones de Europa, del que fue vicepresidente.
En 1987 vuelve a ganar las elecciones, pero, al sumar PAR y AP sus diputados, se hizo con el gobierno Hipólito Gómez de las Roces.

### Trayectoria posterior
En 1988 es nombrado director del ICONA cargo que conservará hasta 1996. En el 2000 milita en el PSOE de Huesca y, aunque trabaja como funcionario en Madrid, conserva legalmente su condición de aragonés.
Santiago Marraco es autor, entre otras publicaciones relacionadas con su especialidad, de Gestión del agua y los regadíos; Planificación de estaciones de esquí, y Agricultura en montaña. Ha realizado además distintos trabajos, como un Inventario de espacios naturales a proteger en la provincia de Huesca; Estudio socioeconómico de la provincia de Huesca, un estudio sobre la potencialidad turística del Pirineo o sobre la vía pirenaica de alta montaña. En materia de aguas: alternativas al pantano de Campo (1976), propuesta de riegos de la Jacetania (1977) y gestión del agua en Aragón: Propuestas para la autonomía aragonesa (1978).